# 23811 Connorivens
23811 Connorivens là một tiểu hành tinh vành đai chính với chu kỳ quỹ đạo là 1540.1269159 ngày (4.22 năm).
Nó được phát hiện ngày 17 tháng 8 năm 1998.